# Swords
Swords (irl. Sord Cholm Cille lub Sord) – miasto satelickie Dublina leżące w hrabstwie Fingal w Irlandii.

## Historia

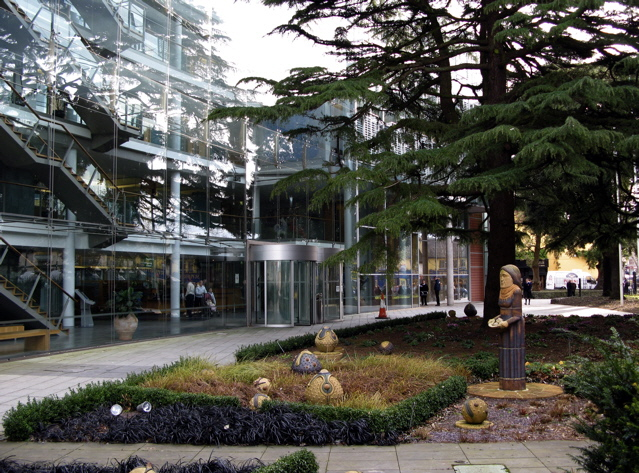
Budynek urzędu hrabstwa

Miasto zostało założone w 560 r. przez St. Colmcille. Legenda głosi, że święty pobłogosławił mieszkańców i nadał osadzie nazwę Sord (czysty). Jednakże An Sord znaczy też "źródło wody" i może odwoływać się do dużego ujęcia wody istniejącego w Starożytności.
W 1994 roku Swords stało się siedzibą hrabstwa Fingal, po rozpadzie dawnego hrabstwa Dublin. W 2001 Swords stało się centrum administracyjnym hrabstwa, po ukończeniu Fingal County Hall (budynek urzędu).

## Ludność
Swords po uzyskaniu autonomii od Dublina stało się jego największym miastem satelickim. Wzrost liczby ludności rozpoczął się w latach 70. XX wieku wraz z budową Rivervalley Estate – drugiego pod względem skali przedsięwzięcia budowlanego w Irlandii. Również później liczba ludności wzrastała. Główną przyczyną były przeprowadzki pracowników pobliskiego lotniska.
Do Swords prowadzą między innymi droga lokalna R132 oraz autostrada M1.
W 2006 liczba ludności wynosiła 33 998, co czyniło Swords trzecim pod względem wielkości miastem do 100 tys. mieszkańców w państwie i 8. na wyspie.
Miasto jest położone blisko Międzynarodowego Lotniska Dublin.

## Rozwój
Od połowy lat 90. XX wieku w mieście następują renowacje budynków sklepów, użyteczności publicznej, chodników, oraz odnowienie zamku.
W 2010 Swords zajęło 28. miejsce wśród miast od 6 tys. do 100 tys. mieszkańców pod względem czystości.

## Komunikacja
Główne linie autobusowe z i do centrum Dublina to: 33, 41\B\C\N, 43. Swords Express i linie 142, oraz 41X umożliwiają szybki przejazd do centrum Dublina przez Dublin Port Tunnel. Autobus 102 umożliwia dojazd do Portmarnock, a Urbus do Castleknock.
Planowane metro również połączy Swords z Dublinem.

## Atrakcje
Nagrodzony przez architektów budynek hrabstwa dominuje nad północną częścią Main St. Pobliski zamek jest odnawiany i ma stać się centrum wypoczynku i atrakcją turystyczną.
W Swords jest wiele sklepów, oddziałów banków, pubów, dyskotek. Jest także duże centrum handlowe – Pavilions Centre.

## Przedsiębiorstwa
W Swords znajdują się 2 zakłady farmaceutyczne oraz 2 duże business parki – Airside R&BP, oraz Swords BP.